# Аннинский лесопарк
Аннинский лесопарк — небольшой лесопарк в Южном административном округе Москвы, примыкающий к МКАД в районе Чертаново Южное. Своё название получил от бывшей деревни Аннино.
Аннинский лесопарк площадью 18 гектар расположен между Варшавским шоссе и Дорожной улицей вдоль границы со МКАД. Лесопарк перерезан улицей Мосстройпуть на две части:
 — северная часть, которую местные жители раньше называли Дубки, располагается к востоку от бывшей деревни Аннино, на севере граничит с промзоной и цементным заводом, c юго-запада ограничена уцелевшими домами бывшего посёлка Мосстройпуть. Здесь произрастают 70—80-летние липы и отдельные дубы;
 — южная часть лесопарка простирается до МКАД и состоит из лиственниц, ясеня, вяза, клёна остролистного, ели и дуба, посаженных школьниками после войны, а также мелколесья. По этой части протекает Завьяловский ручей — левый приток реки Битцы.
В Аннинском лесопарке сохранился редкий для Москвы зверобой волосистый, встречаются осоки, копытень, ландыш, фиалка и другие лесные травы, гнездятся многие виды птиц.

Постановлением правительства Москвы от 14 сентября 2021 года № 1431-ПП на части лесопарка создана особо охраняемая природная территория регионального значения "Природный заказник "Аннинский"  площадью 9,47 га.
Оставшиеся 10,44 га остаются Природным Комплексом ЮАО №181 "Озелененная территория вблизи Аннинского лесопарка (квартал 30 Битцевского леса)"